# Angraecum filicornu
Angraecum filicornu là một loài lan.